# Гладовићи (Сребреница)
Гладовићи су насељено мјесто у општини Сребреница, Република Српска, БиХ. Према попису становништва из 1991. у насељу је живјело 528 становника.

## Становништво 1991.
По посљедњем службеном попису становништва из 1991. године, насељено мјесто Гладовићи имало је 528 становника, сљедећег националног састава:
| Националност       | 1991.        |
| Муслимани          | 526 (99,62%) |
| остали и непознато | 2 (0,38%)    |
| укупно             | 528          |

| Демографија | Демографија | Демографија |
| Година      | Становника  | Становника  |
| ----------- | ----------- | ----------- |
| 1948.       | 330         |             |
| 1953.       | 350         |             |
| 1961.       | 339         |             |
| 1971.       | 355         |             |
| 1981.       | 463         |             |
| 1991.       | 528         |             |
| 2013.       | 108         |             |